# Dönhoff (Familienname)
Dönhoff ist ein deutscher Familienname.

## Namensträger
- Alexander von Dönhoff (1683–1742), preußischer Generalleutnant
- Alfred Dönhoff (1820–1875), preußischer Landrat, und Mitglied des Preußischen Landtages
- August von Dönhoff (Offizier) (1763–1838), preußischer Oberst, Flügeladjutant, Oberhofmarschall, Landhofmeister
- August von Dönhoff (1845–1920), preußischer Diplomat und Politiker
- August Heinrich Hermann von Dönhoff (1797–1874), preußischer Diplomat
- Bogislav von Dönhoff (1881–1961), Nationalsozialist, Generalkonsul in Bombay
- Bogislaw Friedrich von Dönhoff (1669–1742), preußischer Generalmajor
- Christian von Dönhoff (1742–1803), preußischer Kriegsminister
- Christoph Graf Dönhoff (1906–1992), deutscher Verbandsvertreter, Nationalsozialist
- Eleonore von Dönhoff (1674–1726), zweite Ehefrau des brandenburgischen Generals Hans Albrecht von Barfus
- Emil von Dönhoff (1800–1877), preußischer Geheimer Regierungs- und Landrat
- Ernst Dönhoff († 1693), polnischer Generalmajor, Jägermeister von Litauen, Kastelan von Wilna, Woiwode von Marienburg
- Ernst Wladislaus von Dönhoff (1672–1724), preußischer Generalleutnant
- Friedrich von Dönhoff (Generalleutnant) (1639–1696), deutscher Generalleutnant
- Friedrich von Dönhoff (Oberst) (1708–1769), deutscher Oberst und Kammerherr
- Friedrich Dönhoff (Schriftsteller) (* 1967), deutscher Schriftsteller
- Fritz Dönhoff (1863–1946), preußischer Landrat, Staatssekretär und Aufsichtsratsvorsitzender
- Gerhard Dönhoff (1590–1648), Kastellan von Danzig und Woiwode der Woiwodschaften Wenden und Pommern
- Hermann Graf Hatzfeldt (* 1941), Forstwirt, Autor und Herausgeber
- Karl Friedrich Ludwig von Dönhoff (1724–1778), kaiserlich-königlicher Generalfeldwachtmeister
- Kaspar Dönhoff (1587–1645), Woiwode von Dorpat und Sieradz und polnischer Oberhofmarschall
- Louis von Dönhoff (1799–1877), preußischer Generalleutnant
- Magnus Ernst Dönhoff (1581–1642), Woiwode von Pernau und Starost von Dorpat
- Marion Gräfin Dönhoff (1909–2002), Journalistin und Herausgeberin der Wochenzeitung Die Zeit
- Martha Dönhoff (1875–1955), deutsche Frauenrechtlerin und Politikerin
- Otto von Dönhoff (1835–1904), deutscher Gesandter
- Otto Magnus von Dönhoff (1665–1717), brandenburgisch-preußischer Generalleutnant und Gesandter
- Sophie von Dönhoff (1768–1834), morganatische Ehefrau von König Friedrich Wilhelm II. von Preußen
- Stanislaus von Dönhoff (1862–1929), deutscher Standesherr, Verwaltungs- und Hofbeamter
- Tatjana Gräfin Dönhoff (* 1959), deutsche Schriftstellerin